# Nektaria Panagi
Nektaria Panagi (in greco Νεκταρία Παναγή?; Larnaca, 20 marzo 1990) è una lunghista cipriota.

## Progressione

### Salto in lungo
| Stagione | Misura   | Luogo     | Data      | Rank. Mond. |
| -------- | -------- | --------- | --------- | ----------- |
| 2019     | 6,41 m   | Nicosia   | 15-6-2019 | 94ª         |
| 2018     | 6,72 m   | Argo      | 4-7-2018  | 24ª         |
| 2018     | 6,77 m w | Paralimni | 17-6-2018 | –           |
| 2017     | 6,66 m   | Kavala    | 22-7-2017 | 34ª         |
| 2016     | 6,59 m   | Nicosia   | 19-6-2016 | 64ª         |
| 2015     | 6,52 m   | Gwangju   | 9-7-2015  | 86ª         |
| 2014     | 6,36 m   | Glasgow   | 30-7-2014 | 137ª        |
| 2013     | 6,55 m   | Tebe      | 24-7-2013 | 61ª         |
| 2012     | 6,56 m   | La Canea  | 4-7-2012  | 82ª         |
| 2011     | 6,12 m   | Ostrava   | 17-7-2011 | 376ª        |
| 2010     | –        | –         | –         | –           |
| 2009     | 6,05 m   | Nicosia   | 4-6-2009  | 433ª        |
| 2008     | –        | –         | –         | –           |
| 2007     | 5,81 m   | Monaco    | 7-6-2007  | –           |

## Palmarès
| Anno | Manifestazione                    | Sede        | Evento         | Risultato      | Prestazione | Note                                     |
| ---- | --------------------------------- | ----------- | -------------- | -------------- | ----------- | ---------------------------------------- |
| 2007 | Giochi dei piccoli stati d'Europa | Monaco      | Salto in lungo | Oro            | 5,81 m      |                                          |
| 2009 | Giochi dei piccoli stati d'Europa | Nicosia     | Salto in lungo | Oro            | 6,05 m      |                                          |
| 2009 | Giochi del Mediterraneo juniores  | Pescara     | Salto in lungo | 5ª             | 5,93 m      |                                          |
| 2009 | Europei juniores                  | Novi Sad    | Salto in lungo | Qualificazione | 5,88 m      |                                          |
| 2011 | Giochi dei piccoli stati d'Europa | Schaan      | Salto in lungo | Oro            | 6,35 m      |                                          |
| 2011 | Europei under 23                  | Ostrava     | Salto in lungo | 10ª            | 6,12 m      |                                          |
| 2012 | Europei                           | Helsinki    | Salto in lungo | Qualificazione | 6,31 m      |                                          |
| 2013 | Giochi dei piccoli stati d'Europa | Lussemburgo | Salto in lungo | Oro            | 6,07 m      |                                          |
| 2013 | Giochi del Mediterraneo           | Mersin      | Salto in lungo | Oro            | 6,51 m      |                                          |
| 2014 | Giochi del Commonwealth           | Glasgow     | Salto in lungo | 7ª             | 6,33 m      |                                          |
| 2014 | Europei                           | Zurigo      | Salto in lungo | 24ª (q)        | 6,12 m      |                                          |
| 2015 | Universiadi                       | Gwangju     | Salto in lungo | 4ª             | 6,52 m      | Miglior prestazione personale stagionale |
| 2016 | Europei                           | Amsterdam   | Salto in lungo | 17ª (q)        | 6,33 m      |                                          |
| 2017 | Mondiali                          | Londra      | Salto in lungo | 15ª (q)        | 6,43 m      |                                          |
| 2017 | Universiadi                       | Taipei      | Salto in lungo | Argento        | 6,42 m      |                                          |
| 2018 | Giochi del Commonwealth           | Gold Coast  | Salto in lungo | 6ª             | 6,44 m      |                                          |
| 2018 | Giochi del Mediterraneo           | Tarragona   | Salto in lungo | 4ª             | 6,61 m      |                                          |
| 2018 | Europei                           | Berlino     | Salto in lungo | 11ª            | 6,29 m      |                                          |
| 2019 | Mondiali                          | Doha        | Salto in lungo | 30ª (q)        | 6,21 m      |                                          |

## Campionati nazionali
- 5 volte campionessa cipriota assoluta del salto in lungo (2011, 2016, 2017, 2018, 2019)

2011
- Oro ai campionati ciprioti assoluti di atletica leggera ( Limassol, 25 giugno 2011), salto in lungo - 6,07 m

2016
- Oro ai campionati ciprioti assoluti di atletica leggera ( Nicosia, 19 giugno 2016), salto in lungo - 6,59 m

2017
- Oro ai campionati ciprioti assoluti di atletica leggera ( Limassol, 18 giugno 2017), salto in lungo - 6,54 m

2018
- Oro ai campionati ciprioti assoluti di atletica leggera ( Paralimni, 17 giugno 2018), salto in lungo - 6,77 m

2019
- Oro ai campionati ciprioti assoluti di atletica leggera ( Nicosia, 15 giugno 2019), salto in lungo - 6,41 m

## Altre competizioni internazionali
2015
- Argento ai Campionati europei a squadre di atletica leggera - Second League ( Čeboksary), salto in lungo - 6,31 m

2017
- Argento ai Campionati europei a squadre di atletica leggera - Second League  ( Villeneuve-d'Ascq), salto in lungo - 6,40 m